# 소금물
소금물은 높은 농도의 용해된 염(주로 염화 나트륨)을 포함하는 물이다. 미국 지질조사국(USGS) 염분 스케일에서 소금물은 기수보다 짜지만, 고염수보다는 덜 짜다. 염분 농도는 일반적으로 천분율(퍼밀, ‰) 및 백만분율(ppm)로 표현된다. USGS 염분 스케일은 세 가지 수준의 소금물을 정의한다. 약한 염분의 물의 염분 농도는 1,000 ~ 3,000 ppm(0.1 ~ 0.3%)이며; 중간 염분의 물은 3,000 ~ 10,000 ppm(0.3 ~ 1%)이고; 높은 염분의 물은 10,000 ~ 35,000 ppm(1 ~ 3.5%)이다. 바닷물은 약 35,000 ppm의 염분을 가지며, 이는 물 1리터(또는 킬로그램)당 35그램의 소금에 해당한다. 포화 수준은 명목상 물의 온도에 따라 달라진다. 20 °C (68 °F)에서 물 1리터는 약 357그램의 소금을 용해할 수 있으며, 이는 질량백분율(% w/w)로 26.3%의 농도이다. 100 °C (212 °F)(순수한 물의 끓는점)에서 물 1리터에 용해될 수 있는 소금의 양은 약 391그램으로 증가하며, 이는 28.1% w/w의 농도이다.

## 속성
| NaCl, wt% | 어는점 (°C) | 어는점 (°F) | 밀도 (g/cm3) | 589 nm에서 굴절률 | 점성도 (cP ) |
| --------- | ----------- | ----------- | ------------ | ----------------- | ------------ |
| 0         | 0           | 32          | 0.99984      | 1.3330            | 1.002        |
| 0.5       | −0.3        | 31.46       | 1.0018       | 1.3339            | 1.011        |
| 1         | −0.59       | 30.94       | 1.0053       | 1.3347            | 1.02         |
| 2         | −1.19       | 29.86       | 1.0125       | 1.3365            | 1.036        |
| 3         | −1.79       | 28.78       | 1.0196       | 1.3383            | 1.052        |
| 4         | −2.41       | 27.66       | 1.0268       | 1.3400            | 1.068        |
| 5         | −3.05       | 26.51       | 1.0340       | 1.3418            | 1.085        |
| 6         | −3.7        | 25.34       | 1.0413       | 1.3435            | 1.104        |
| 7         | −4.38       | 24.12       | 1.0486       | 1.3453            | 1.124        |
| 8         | −5.08       | 22.86       | 1.0559       | 1.3470            | 1.145        |
| 9         | −5.81       | 21.54       | 1.0633       | 1.3488            | 1.168        |
| 10        | −6.56       | 20.19       | 1.0707       | 1.3505            | 1.193        |
| 12        | −8.18       | 17.28       | 1.0857       | 1.3541            | 1.25         |
| 14        | −9.94       | 14.11       | 1.1008       | 1.3576            | 1.317        |
| 16        | −11.89      | 10.60       | 1.1162       | 1.3612            | 1.388        |
| 18        | −14.04      | 6.73        | 1.1319       | 1.3648            | 1.463        |
| 20        | −16.46      | 2.37        | 1.1478       | 1.3684            | 1.557        |
| 23.3      | −21.1       | −5.98       | 1.179        |                   |              |
| 26        | −19.18      | −2.52       | 1.193        | 1.3795            | 1.676        |

1. ↑  일부 주변 온도에서
2. ↑  일부 주변 온도에서
3. ↑  일부 주변 온도 (20°C)에서
4. ↑  공융 혼합물

100 °C (212 °F; 373 K)에서 포화 염화나트륨 염수는 무게 기준으로 약 28%의 소금이다. 0 °C (32 °F; 273 K)에서 염수는 약 26%의 소금만 포함할 수 있다. 20 °C에서 물 1리터는 약 357그램의 소금을 용해할 수 있으며, 이는 26.3%의 농도이다.

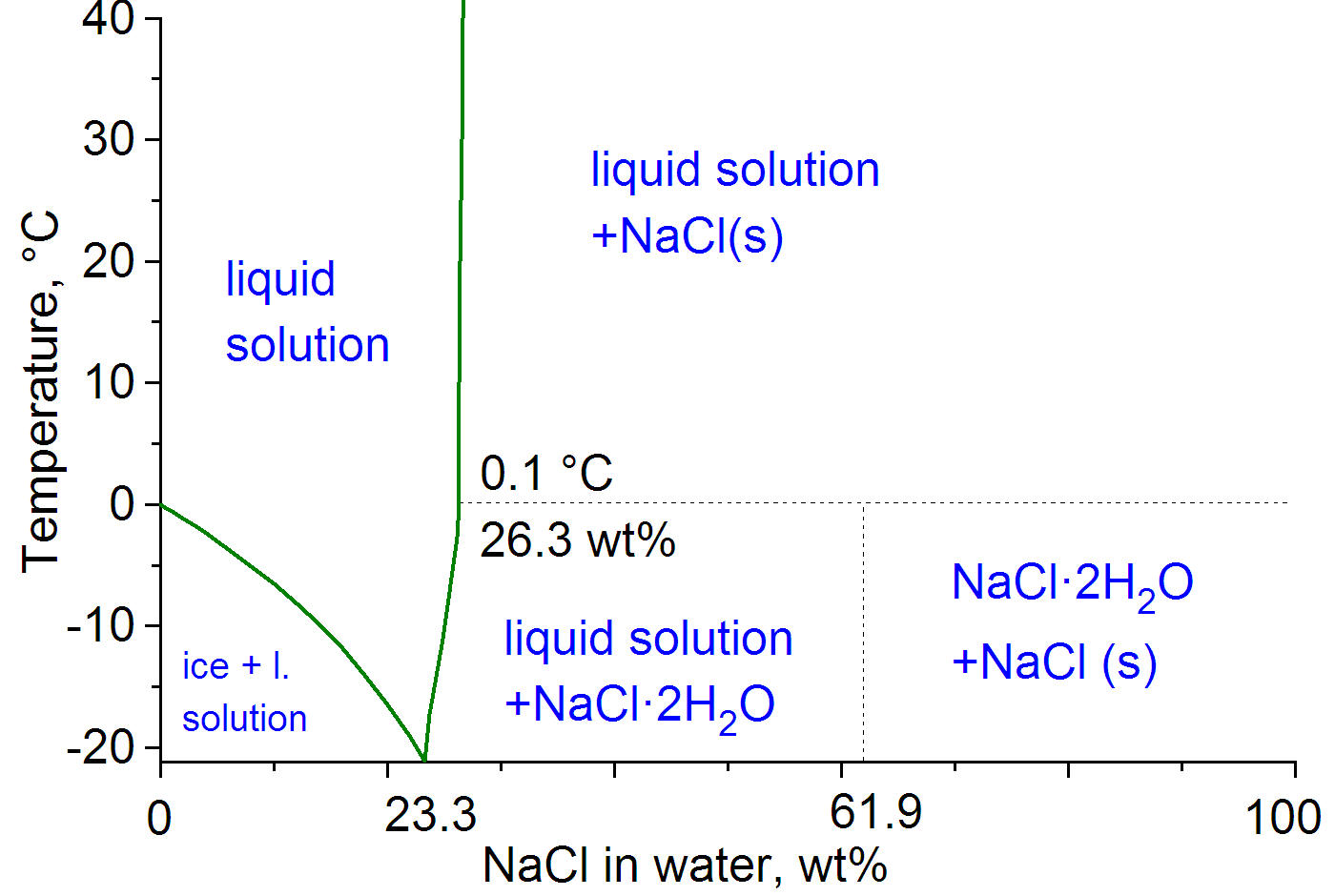
물-NaCl 상평형 그림

바닷물(무게 기준으로 용해된 소금 3.5%)의 열전도율은 25 °C (77 °F)에서 0.6 W/mK이다. 열전도율은 염도가 증가함에 따라 감소하고 온도가 증가함에 따라 증가한다.

염분 함량은 염도계로 측정할 수 있다.
200 to 575 °C (392 to 1,067 °F) 범위의 다양한 농도와 온도에서 염수의 밀도 ρ는 다음 선형 방정식으로 근사할 수 있다.
{\displaystyle \rho [lb/ft^{3}]=a_{3}-(a_{2}\cdot T[F])}
여기서 an의 값은 다음과 같다.
| 중량 % | a2    | a3    |
| ------ | ----- | ----- |
| 5      | 0.043 | 72.60 |
| 10     | 0.039 | 73.72 |
| 15     | 0.035 | 74.86 |
| 20     | 0.032 | 76.21 |
| 25     | 0.030 | 77.85 |

### 전기 분해
전 세계에서 생산되는 수소 가스의 약 4%는 전기 분해를 통해 생성된다. 전기 분해를 통해 생산되는 수소의 대부분은 염소 생산의 부산물이다.
- 2 NaCl(aq) + 2 H2O(l) → 2 NaOH(aq) + H2(g) + Cl2(g)

|               | 담수        | 저염수        | 염수/소금물     | 고염수           |
| 소금 농도 (‰) | <0.5        | 0.5~30        | 30~50           | >50              |
| 자연 사례     | 민물        | 짠물          | 짠물            | 짠물             |
| 자연 사례     | 민물        | 기수          | 바닷물(35) 염호 | 고염호 사해(340) |
| 이용 사례     | 식수 수돗물 | 생리식염수(9) |                 | 염지액           |

## 고농도 염수
염수(소금물)은 염분의 농도가 올라갈수록 어는점이 낮아진다. 한편 소금(염분)은 물에 녹아드나 물100ml기준(20도)에서 소금은 약34%(34g)를 전후해서 더 이상 용해되기 어렵다.
| 염분농도(%) | 동결점(C) |
| ----------- | --------- |
| 0           | 0         |
| 1           | -0.6      |
| 3           | -1.8      |
| 5           | -3        |
| 10          | -6.56     |
| 16          | -11.8     |
| 20          | -16.4     |
| 26          | -19.1     |

## 같이 보기
- 바닷물
- 해수담수화